# Cycloneda
Cycloneda är ett släkte av skalbaggar. Cycloneda ingår i familjen nyckelpigor.
Kladogram enligt Catalogue of Life:
| Cycloneda | \| \| Cycloneda munda \| \| \| \| \| \| Cycloneda polita \| \| \| \| \| \| Cycloneda sanguinea \| \| \| \| |
|           | \| \| Cycloneda munda \| \| \| \| \| \| Cycloneda polita \| \| \| \| \| \| Cycloneda sanguinea \| \| \| \| |
|           | Cycloneda munda                                                                                            |
|           | |
|           | Cycloneda polita                                                                                           |
|           | |
|           | Cycloneda sanguinea                                                                                        |
|           | |

## Bildgalleri

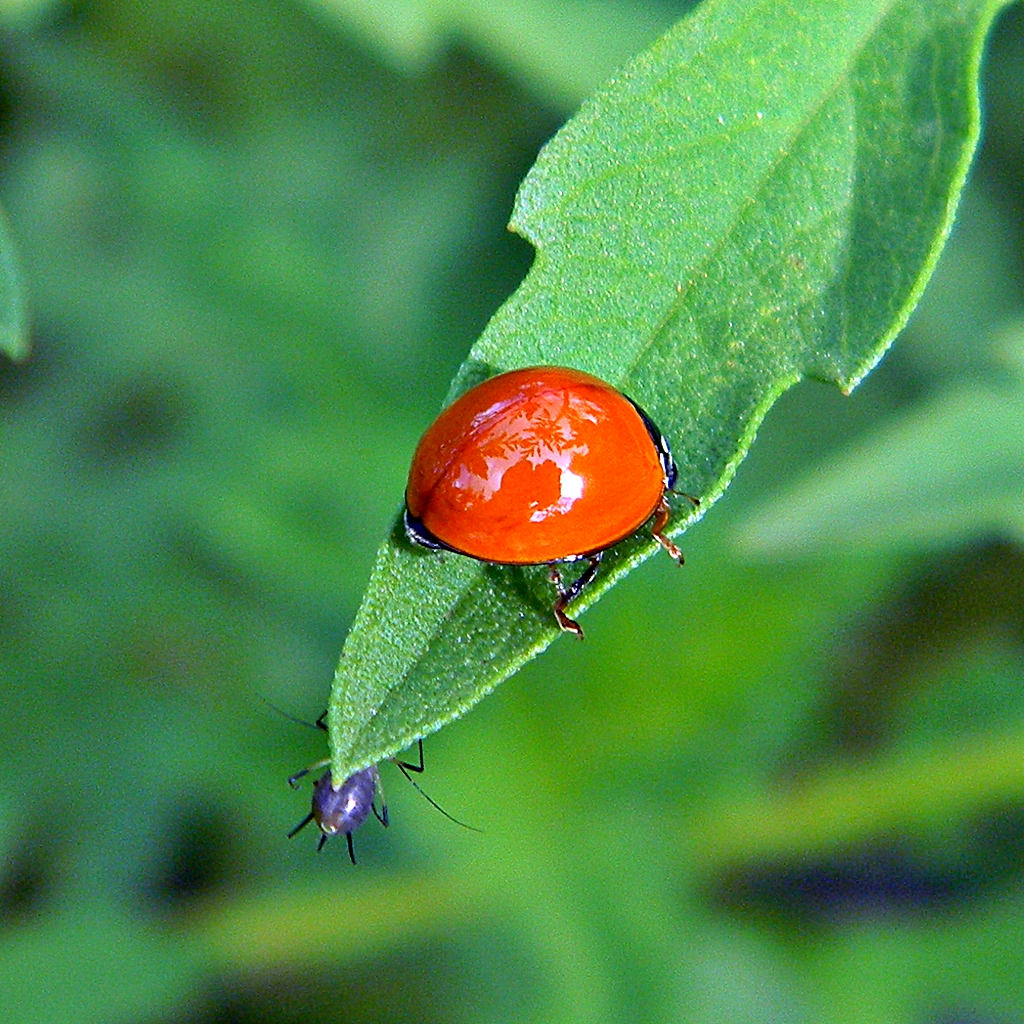
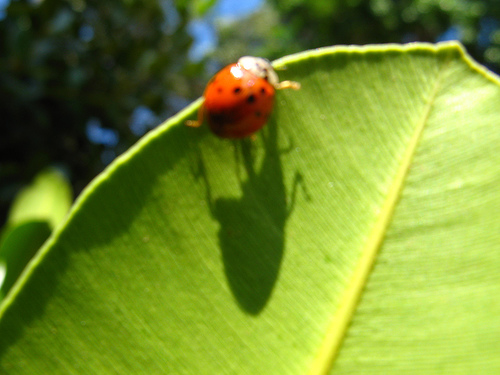
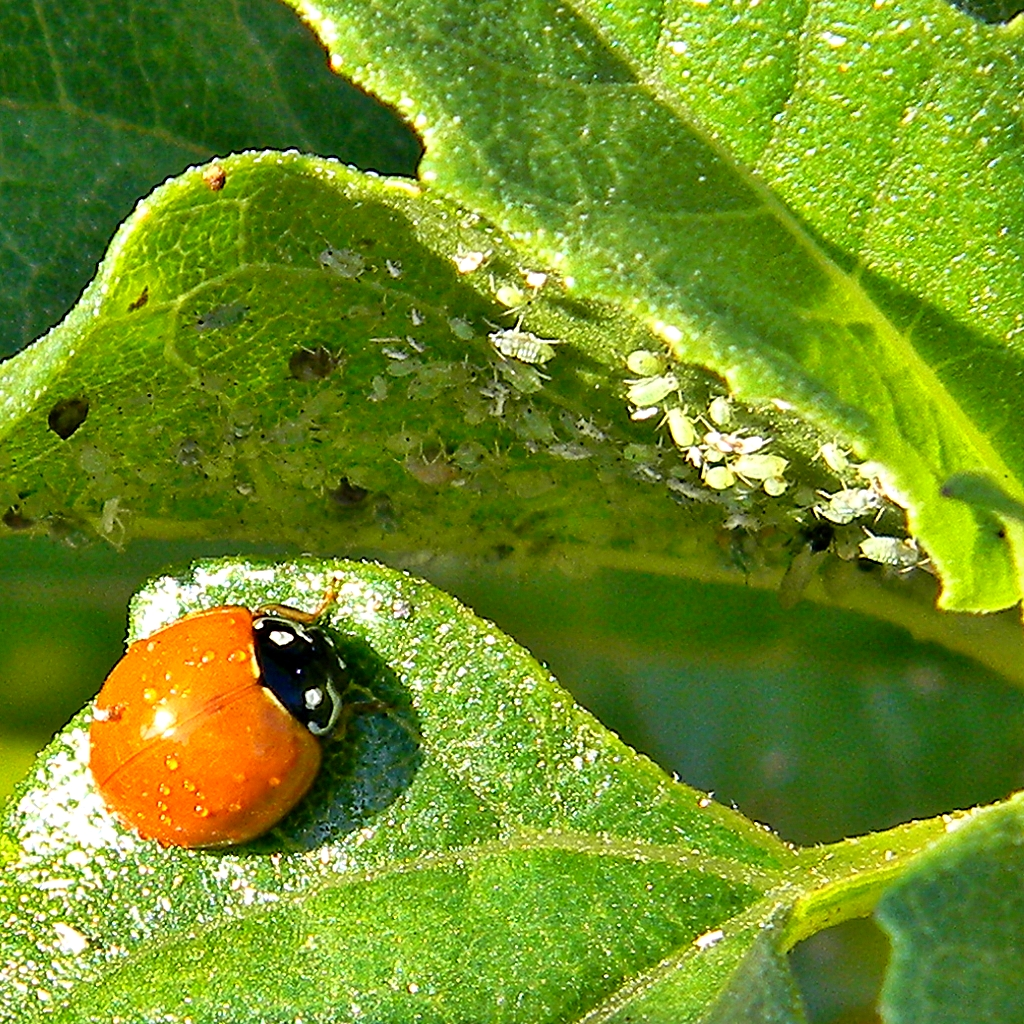
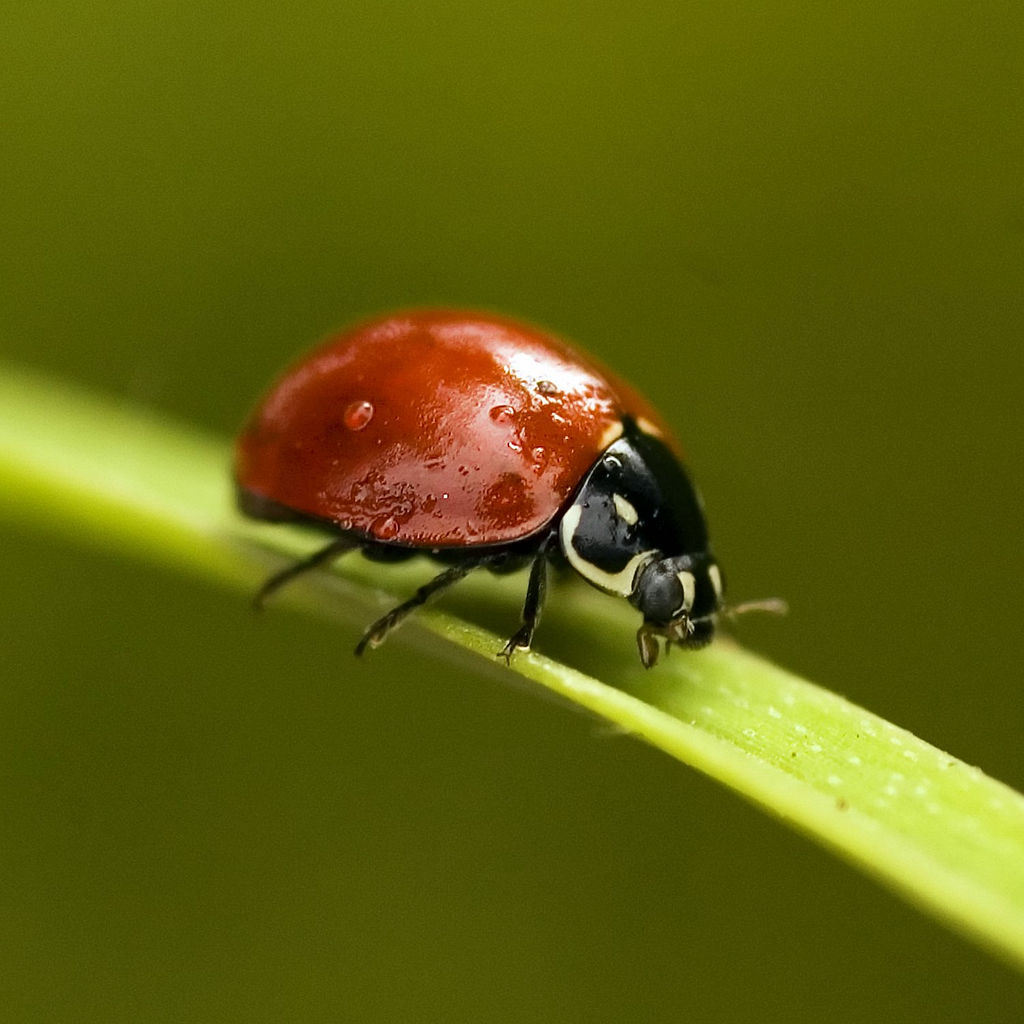